# Noël Alexandre
Noël Alexandre (en latin, Natalis Alexander), né le 19 janvier 1639 à Rouen et mort le 21 août 1724 à Paris, est un homme d’Église dominicain, historien ecclésiastique et théologien janséniste français.

## Biographie
Il entre à l’âge de 15 ans dans l’ordre dominicain où il est ordonné prêtre. Il enseigne la philosophie au couvent Saint-Jacques de Paris, puis devient en 1675 docteur en Sorbonne où il enseigne également la théologie et le droit ecclésiastique. Il est nommé tuteur de Jacques Nicolas Colbert et fait des prédications auxquelles assiste Louis XIV, qui lui accorde une pension.
Janséniste proclamé, il est exilé à Châtellerault en 1709, puis privé de sa pension lorsqu’il s’oppose à la bulle Unigenitus en 1713.
Son principal ouvrage est une vaste histoire ecclésiastique en 26 volumes, publiée en latin entre 1676 et 1686 sous le titre Selecta historiae ecclesiasticae capita, et in loca ejusdem insignia dissertationes historicae, chronologicae, dogmaticae. Parce qu’il défendait des thèses gallicanes, l’ouvrage sera mis à l’Index par le pape Innocent XI. Il est l’auteur également d’une histoire de l'Ancien Testament en huit volumes, Selecta historiae Veteris Testamenti capita, parue en 1689 et d’un traité théologique en dix volumes, Theologia dogmatica et moralis secundum ordinem catechismi concilii Tridentini, d’inspiration thomiste, paru en 1694.
En 1700, il publie un ouvrage intitulé Conformité des cérémonies chinoises avec l’idolâtrie grecque et romaine ainsi qu’une série de sept Lettres sur les cérémonies de la Chine, où il prend la défense des dominicains dans ce que l’on a appelé la « querelle des rites », qui oppose missionnaires dominicains et jésuites au sujet du confucianisme.

## Œuvres
- Selecta historiae ecclesiasticae capita, et in loca ejusdem insignia dissertationes historicae, chronologicae, dogmaticae, 26 vols, Paris, 1676-1686 ; 1687.
- Selecta historiae Veteris Testamenti capita, 6 vol.  Paris, 1689.
- Historia ecclesiastica Veteris Novisque Testamenti ab orbe condito ad annum post Christum natum millesimum sexcentesimum, et in longa ejusdem insignia dissertationes historicae, chronologicae, criticae, dogmaticae, 8 vols, Paris, 1699 ; 1713 ; Venise, 1730 ; nouvelle édition revue et corrigée par Costantino Roncaglia, 9 vols, Lucques, 1739 ; Venise, 1740-44 ; Ferrare, 1758-1762 ; autre version revue et corrigée par Giovanni Domenico Mansi, Lucques, 1749 ; Venise, 1771 ; Bassano, 1778 ; Venise, 1778-1793 ; Bingen 1785-1790.
- Abrégé de la foy et de la morale de l’Église, tirée de l’Écriture Sainte, Paris, 1686 ; 1688.
- Theologia dogmatica et moralis, secundum ordinem catetchismi Concilii Tridentini, in quinque libros distributa, Paris, 1694 ; avec de nombreuses rééditions : Cologne, 1698 ; Paris, 1703 ; Einsiedeln, 1768-1772 ; Venise, 1783 ; version abrégée éditée par Salvatore Roselli, Natalis Alexandri theologia dogmatica et moralis in epitomen redacta, 4 vols, Rome, 1773. L’édition originale de l’œuvre porte approbations par les théologiens de la Sorbonne Edmond Pirot (18 sept. 1692), Nicolas Petitpied (kal. sept. 1693) et Gabriel Des Londes (11 sept. 1693).
- Apologie des dominicains missionnaires de la Chine ou Réponse au livre du père Le Tellier, jésuite, intitulé Défense des nouveaux chrétiens ; et à l'éclaircissement du père Le Gobien de la même Compagnie, sur les honneurs que les Chinois rendent à Confucius et aux morts. Par un religieux docteur et professeur en théologie de l'ordre de saint Dominique, 2 vol., Cologne, héritiers Corneille d'Egmond, 1700 (publié « très vraisemblement » à Amsterdam)[1].
- Paralipomena theologiae moralis, seu variae de rebus moralibus epistolae, Delft, 1701.
- Expositio litteralis et moralis sancti Evangelii secundum quatuor evangelistas, Paris, 1702 ; nombreuses rééditions.
- Commentarius litteralis et moralis in omnes epistolas sancti Pauli et in septem epistolas catholicas, Rouen, 1710 ; Venice, 1722 ; 1788.
- Dissertationum ecclesiasticarum trias (Paris, 1678).
- Dissertatio polemica de confessione sacramentali, adversus libros quatuor Johannis Dallaei calvinistae divinam ejus institutionem et usum in Ecclesia perpetuum impugnantis (Paris, 1678).
- Dissertationes historicae et criticae, quibus officium venerabilis sacramenti S. Thomae vindicabitur contra RR. PP. Henschenii et Pappebrochii conjecturas. Deinde titulus praeceptoris S. Thomae ex elogio Alexandri Halensis expungitur contra popularem opinionem, Paris, 1680.
- Dissertatio apologetica et anticritica adversus F. Claudium Frasse, seu Dissertationis Alexandrinae de vulgata Scripturae sacra versione vindiciae, Paris, 1682.
- Apologie des dominicains missionnaires de la Chine, ou, Réponse au livre du pere Le Tellier jesuite, intitule, Défense des nouveaux chrétiens, et à l’Éclaircissement du P. Le Gobien de la même compagnie, sur les honneurs que les Chinois rendent à Confucius & aux morts, Cologne, 1699.
- Conformité des cérémonies chinoises avec l’idolâtrie grecque et romaine, pour servir de confirmation à l’Apologie des dominicains missionnaires de la Chine, Cologne, 1700.
- Lettre d’un docteur de l’ordre de Saint-Dominique sur les cérémonies de la Chine, Paris, 1700.
- Institutio concionatorum tripartita, seu praecepta et regulae ad praedicatores informandos cum ideis sive rudimentis concionum per totum annum, Delft, 1701 ; plusieurs rééditions.